# Лисе-сюр-Венжан
Лисе́-сюр-Венжа́н (фр. Licey-sur-Vingeanne) — коммуна во Франции, находится в регионе Бургундия. Департамент коммуны — Кот-д’Ор. Входит в состав кантона Фонтен-Франсез. Округ коммуны — Дижон.
Код INSEE коммуны — 21348.

## Население
Население коммуны на 2010 год составляло 110 человек.
| 1962 | 1968 | 1975 | 1982 | 1990 | 1999 | 2010 |
| ---- | ---- | ---- | ---- | ---- | ---- | ---- |
| 115  | 100  | 83   | 72   | 71   | 85   | 110  |

## Экономика
В 2010 году среди 68 человек трудоспособного возраста (15—64 лет) 51 были экономически активными, 17 — неактивными (показатель активности — 75,0 %, в 1999 году было 60,4 %). Из 51 активных жителей работали 47 человек (27 мужчин и 20 женщин), безработных было 4 (1 мужчина и 3 женщины). Среди 17 неактивных 3 человека были учениками или студентами, 3 — пенсионерами, 11 были неактивными по другим причинам.